# Апапельгіно
Апапельгіно — селище сільського типу в Чаунському районі Чукотського автономного округу, нині безлюдне. У селищі знаходиться аеропорт міста Певек.

## Історія
Апапельгіно засноване було у 1939 році, як поселення для будівельників, а потім і обслуговчого персоналу летовища Певек.